# 李心志

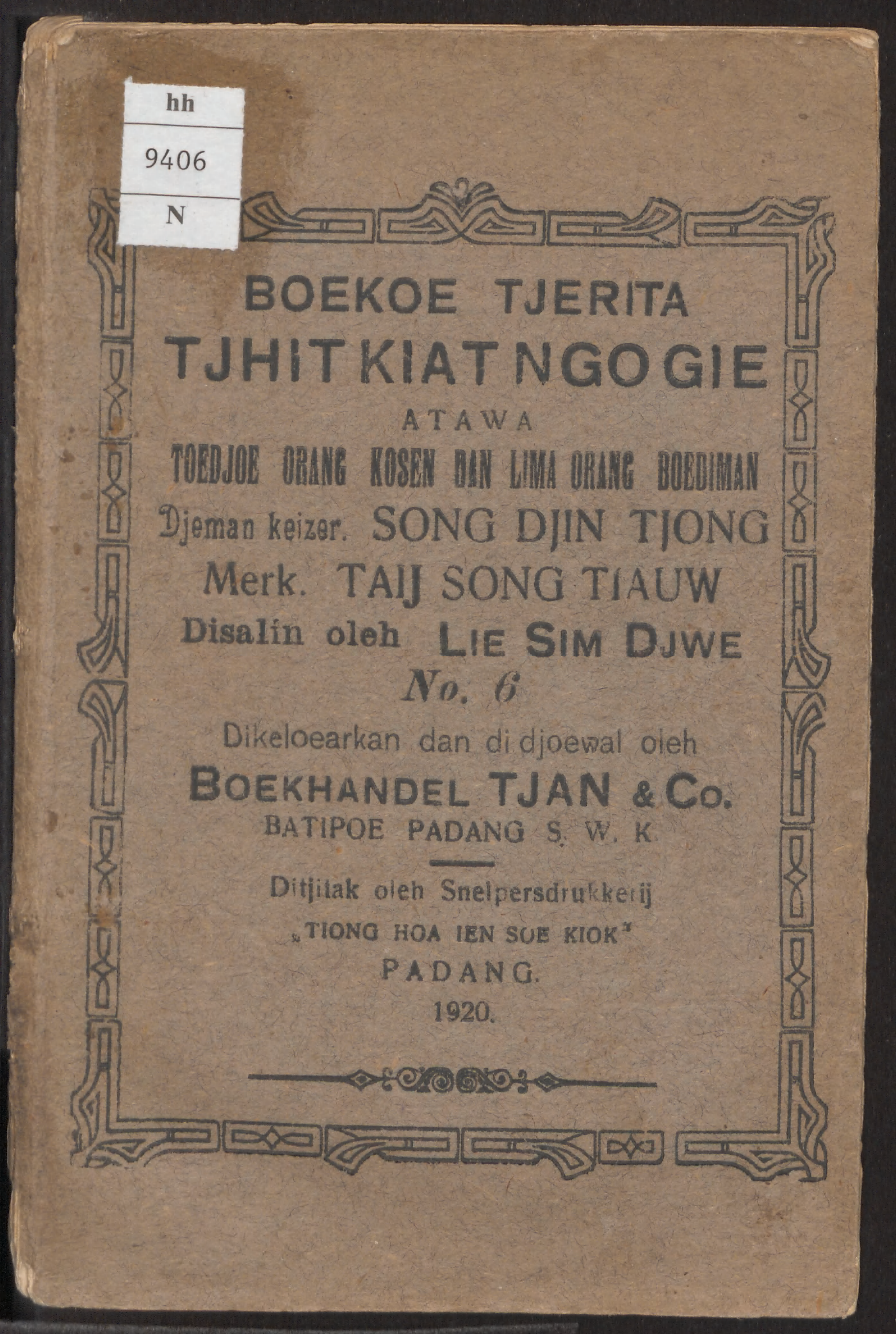
李心志翻译的《七侠五义》（Boekoe Tjerita Tjhit Kiat Ngo Gie）封面，由中华印书局（Tiong Hoa Ien Soe Kiok）出版

李心志（Lie Sim Djwe或Lie Sien Djioe，生卒年不详），印度尼西亞華人作家、记者和翻译家，从1910年代至1950年代活跃于荷屬東印度和印度尼西亚。他的主要贡献是将中国小说翻译成马来文。

## 生平
他可能出生于20世纪之交的爪哇岛或苏门答腊岛。尽管他在西苏门答腊巴东一些出版物上发表过文章，但他也经常在泗水（特别是锦石县）工作和出版，因此他很可能居住于此。

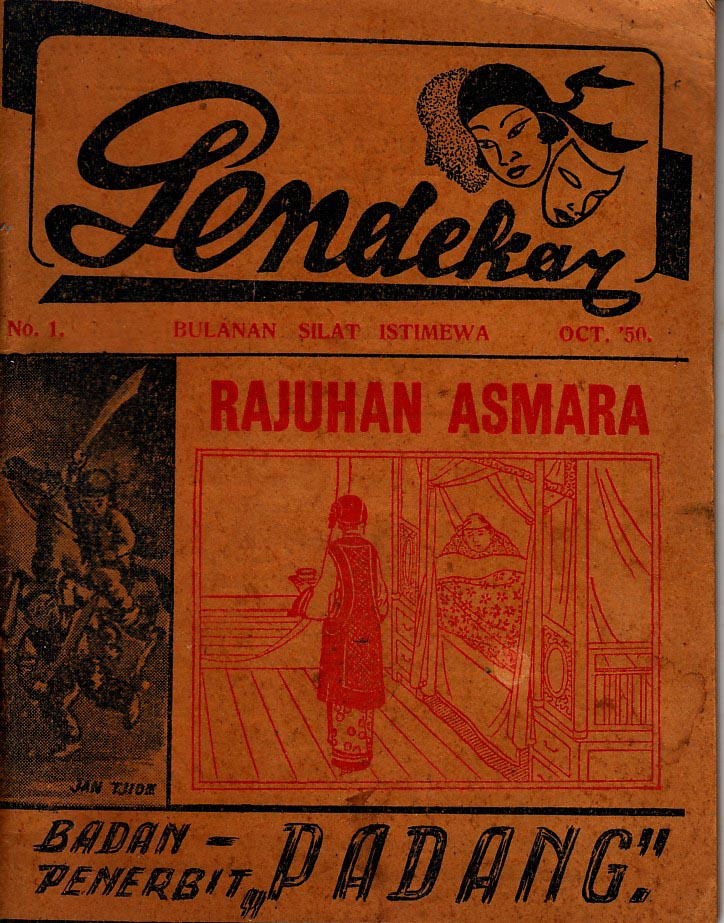
《剑客：特别武术月刊》第1期

1915—1916年为《室利·苏门答腊》（Sri Soematra）日报翻译中国小说。在接下来的几十年里，他继续稳步翻译和出版；他对当时已经过时的历史小说（武侠）以及与辛亥革命及其后果有关的英雄人物有关的当代情节的短篇小说特别感兴趣。其中许多是根据著名的中国历史小说改编的，而另一些似乎是根据佚名或现在被遗忘的作品改编的。
1918年，他为泗水双月刊杂志《青年共和主义者》工作。1920年，该杂志受到荷兰当局的迫害，并因被指控布尔什维主义而被关闭。20年代初期，他还是锦石县《华报》（Hoa Po）的主编。在此期间，他还在一家书店工作。
1930年，他成为《精神》杂志（semangat）的编辑，这是一份来自东爪哇帕雷的文学杂志。在某个时期，他还担任过另一本名为《剑侠》（Kiam Hiap）文学杂志的编辑。
1949年印度尼西亚脱离荷兰独立后，他创立了《剑客：特别武术月刊》（Pendekar, boelanan silat istimewa），这是一份月刊，专注于翻译席拉和武侠故事。
他后来的生平情况不得而知。